# Gulella usambarica
Gulella usambarica é uma espécie de gastrópode da família Streptaxidae.
É endémica da Tanzânia.